# Heteronotus maculatus
Heteronotus maculatus är en insektsart som beskrevs av Albino Morimasa Sakakibara 1968. Heteronotus maculatus ingår i släktet Heteronotus och familjen hornstritar. Inga underarter finns listade i Catalogue of Life.